# هلاب
هلاب هي قرية في مقاطعة تيران وكرون، إيران. يقدر عدد سكانها بـ 22 نسمة بحسب إحصاء 2016.